# ヨアヒム・フランク
ヨアヒム・フランク（Joachim Frank、1940年9月12日‐）は、ドイツ生まれのアメリカ合衆国の生物物理学者である。
単粒子解析クライオ電子顕微鏡の開発と、細菌や真核生物由来のリボソームの構造と機能の解析で重要な貢献をしている。
2017年、「溶液中で生体分子を高分解能構造測定するための低温電子顕微鏡法の開発」が認められ、ジャック・ドゥボシェ、リチャード・ヘンダーソンと共にノーベル化学賞を受賞した。

## 受賞歴（主要な物）
- 2006年 アメリカ芸術科学アカデミー フェロー[4]
- 2006年 米国科学アカデミー会員[5]
- 2014年 ベンジャミン・フランクリン・メダル生命科学部門[6]
- 2017年 ワイリー賞 生体医療科学部門[7]
- 2017年 ノーベル化学賞[3]

## 家族
子供は2人おり、1人はオンライン ・パフォーマンス・アーティストのゼイ・フランクである。もう1人の娘は画家として活動している。